# Analgésie
 (mai 2025).
Si vous disposez d'ouvrages ou d'articles de référence ou si vous connaissez des sites web de qualité traitant du thème abordé ici, merci de compléter l'article en donnant les références utiles à sa vérifiabilité et en les liant à la section « Notes et références ».
L'analgésie est la diminution ou la suppression de la sensibilité à la douleur dans un but thérapeutique (soulager la douleur). Elle consiste à interrompre la transmission du signal neuronal de douleur depuis la zone lésée, en souffrance, vers le cerveau.
L'analgésie congénitale peut désigner plusieurs maladies génétiques ayant en commun une insensibilité à la douleur.

## Techniques
Elles peuvent être chimiques ou médicamenteuses (administration de produits antalgiques ou analgésiques), physiques (par exemple analgésie par le froid), psychologiques.
Lorsque l'analgésie est obtenue par un acte mental dit visualisation on parle d'autoanalgésie naturelle. Le terme d'autoanalgésie a été repris pour désigner l'analgésie par produit chimique dans laquelle le patient contrôle la quantité de produit injecté par une perfusion.

## Évaluation de l’analgésie chez les patients conscients
L’évaluation de la douleur repose sur des échelles validées :
- Échelle numérique (EN) : le patient évalue sa douleur sur une échelle de 0 (aucune douleur) à 10 (douleur maximale).
- Échelle visuelle analogique (EVA) : une réglette graduée où le patient positionne un curseur en fonction de l’intensité ressentie.
- Échelle comportementale de douleur BPS (Behavioral Pain Scale, Pr. Payen) : utilisée pour les patients non communicants (par exemple en réanimation), elle évalue des indicateurs comportementaux tels que les expressions faciales, les mouvements des membres ou la réaction à l’intubation.

Ces outils permettent une gestion individualisée et efficace de la douleur, pour s’adapter au cas de chaque patient.

## Monitorage de l'analgésie chez les patients non communicants
Le monitorage de l'analgésie est essentiel pour ajuster les traitements antalgiques et morphiniques, en particulier chez les patients non communicants ou inconscients (anesthésie générale, soins intensifs). Ce monitorage repose sur des outils permettant d’évaluer indirectement l’activité nociceptive ou la réponse du système nerveux autonome.

### Les outils courants

#### Variabilité de la fréquence cardiaque (VFC)
Elle reflète les variations du système nerveux autonome (sympathique et parasympathique) face à un stimulus douloureux. Cependant, la VFC détecte une réponse à la douleur, en aval des réponses physiologiques, c'est-à-dire après que le patient a déjà ressenti la douleur. Elle est également non spécifique, car elle peut être influencée par d’autres facteurs, comme l’effet de nombreuses substances, l’hypovolémie, ou le stress.

#### Indices dérivés de l'électroencéphalogramme (EEG)
Ces indices permettent de suivre l’activité cérébrale corticale, sans capturer les phénomènes sous-corticaux, qui sont intrinsèques à la nociception. Bien qu’ils soient utiles pour mesurer la profondeur de l’hypnose, ils ne sont pas spécifiquement conçus pour évaluer l’activité nociceptive.

#### Pupillométrie
La pupillométrie repose sur la mesure des variations du diamètre pupillaire en réponse à un stimulus infra-nociceptif (stimulus pour générer une réponse, en restant sous le seuil nociceptif, mais suffisant pour activer les voies nociceptives). Cette méthode est spécifique à la nociception (douleur) et est ainsi particulièrement adaptée aux patients inconscients, car elle évalue directement l’activité du système nerveux autonome (sympathique). Elle devient un moyen de monitorage plus individuel et moins sensible aux conséquences hémodynamiques des drogues couramment utilisées. La pupillométrie est également utilisée pour ajuster précisément l’analgésie pendant l’anesthésie générale.